# Barbados (Lied)
Barbados ist ein Lied der britischen Studioband Typically Tropical aus dem Jahr 1975. Bekanntheit erlangte auch im Jahr 1998 die Coverversion We’re Going to Ibiza von den Vengaboys, die zum Nummer-eins-Hit avancierte.

## Entstehung und Veröffentlichung
Getextet, komponiert sowie produziert wurde das Lied von den beiden Typically-Tropical-Mitgliedern Jeffrey Calvert und Max West.
Die Erstveröffentlichung von Barbados erfolgte im Jahr 1975 als Albumtitel und Single bei Gull Records. Es erschien unter anderem als Teil von Barbados Sky (Katalognummer: 26 587-6 U), dem Debütalbum von Typically Tropical sowie am 27. Mai 1975 als Single. Diese erschien als 7″-Single mit der B-Seite Sandy (Katalognummer: 6.11697). Im Jahr 1981 wurde die Single neu als 12″-Maxi mit der B-Seite Rocket Now! aufgelegt (Katalognummer: Old Gold OG 9158).

## Inhalt
Barbados thematisiert eine Fernbeziehung von einem Mann aus Brixton in London zu seiner Freundin in Barbados („I've seen too much of Brixton town in the night. Fly away on Coconut Airways. Fly me high, Barbados sky.“). Er fliegt ihr mit der Airline Coconut Airways hinterher.

## Chartplatzierungen
| ChartsChartplatzierungen     | Höchstplatzierung | Wochen |
| ---------------------------- | ----------------- | ------ |
| Deutschland (GfK)            | 8 (16 Wo.)        | 16     |
| Vereinigtes Königreich (OCC) | 1 (11 Wo.)        | 11     |

## Coverversion der Vengaboys
Die niederländische Europop-Band Vengaboys coverte Barbados unter dem Titel We’re Going to Ibiza, mit einem neuen Text von Geraint Wyn Hughes. Die Erstveröffentlichung von We’re Going to Ibiza erfolgte als Teil der ersten Vengaboys-Kompilation Greatest Hits! Part 1 am 30. Oktober 1998 bei Breakin’ Records (Katalognummer: KRAK 4033). Zwei Wochen später erschien es zudem als Teil des ersten Studioalbums Up & Down – The Party Album! bei Urban Records am 9. November 1998 (Katalognummer: 559 792-2). Im Folgejahr erfolgte schließlich die Singleauskopplung. Diese erschien in diversen verschiedenen CD-Maxi-Single-Ausführen, die sich regional durch die Anzahl und Auswahl der B-Seiten unterscheiden. Die meisten Singleausführungen umfassen diverse Remixe des Liedes als B-Seite, einige Remixe des vorangegangenen Single We Like to Party (The Vengabus).
Im Zuge der Ibiza-Affäre im Jahre 2019 um den damaligen österreichischen Vizekanzler Heinz-Christian Strache (FPÖ) erfuhr das Lied einen neuen Popularitätsschub. Es wurde als inoffizielles Protestlied auf Demonstrationen gegen die österreichische Regierung mit FPÖ-Beteiligung gespielt. Den Anstoß dazu gab Jan Böhmermann, der das Musikvideo zum Lied genau zum Zeitpunkt der Öffentlichmachung des Skandals auf Twitter teilte. Am 30. Mai 2019 traten die Vengaboys im Zuge der Donnerstagsdemonstrationen vor mehreren tausend Menschen auf dem Wiener Ballhausplatz auf.

### Chartplatzierungen
| ChartsChartplatzierungen     | Höchstplatzierung | Wochen |
| ---------------------------- | ----------------- | ------ |
| Deutschland (GfK)            | 9 (14 Wo.)        | 14     |
| Flandern (Ultratop)          | 2 (21 Wo.)        | 21     |
| Niederlande (Media Markt)    | 1 (24 Wo.)        | 24     |
| Österreich (Ö3)              | 12 (14 Wo.)       | 14     |
| Schweiz (IFPI)               | 7 (14 Wo.)        | 14     |
| Vereinigtes Königreich (OCC) | 1 (15 Wo.)        | 15     |

| ChartsJahrescharts (1999)    | Platzierung |
| ---------------------------- | ----------- |
| Deutschland (GfK)            | 54          |
| Flandern (Ultratop)          | 7           |
| Niederlande (Media Markt)    | 2           |
| Vereinigtes Königreich (OCC) | 38          |

### Auszeichnungen für Musikverkäufe
| Land/Region                  | Auszeichnungen für Musikverkäufe (Land/Region, Auszeichnung, Verkäufe) | Verkäufe |
| ---------------------------- | ---------------------------------------------------------------------- | -------- |
| Australien (ARIA)            | Gold                                                                   | 35.000   |
| Belgien (BRMA)               | Platin                                                                 | 50.000   |
| Dänemark (IFPI)              | Gold                                                                   | 45.000   |
| Neuseeland (RMNZ)            | Gold                                                                   | 5.000    |
| Niederlande (NVPI)           | Platin                                                                 | 75.000   |
| Schweden (IFPI)              | Platin                                                                 | 30.000   |
| Vereinigtes Königreich (BPI) | Platin                                                                 | 600.000  |
| Insgesamt                    | 3× Gold · 4× Platin ·                                                  | 840.000  |

Hauptartikel: Vengaboys/Auszeichnungen für Musikverkäufe